# Palliduphantes cortesi
Palliduphantes cortesi là một loài nhện trong họ Linyphiidae.
Loài này thuộc chi Palliduphantes. Palliduphantes cortesi được miêu tả năm 2003 bởi Ribera & De Mas.